# Locquirec
 Locquirec  (en bretón Lokireg) es una población y comuna francesa, situada en la región de Bretaña, departamento de Finisterre, en el distrito de Morlaix y cantón de Lanmeur.

## Demografía
| 972 | 965 | 1035 | 1059 | 1226 | 1293 |
| Para los censos de 1962 a 1999 la población legal corresponde a la población sin duplicidades (Fuente: INSEE [Consultar]) |     |      |      |      |      |